# Comuna Mareanivka, Krasnohvardiiske
Mareanivka (în ucraineană Мар'янівка) este o comună în raionul Krasnohvardiiske, Republica Autonomă Crimeea, Ucraina, formată din satele Mareanivka (reședința), Șcerbakove și Uleanivka.

## Demografie
Componența lingvistică a comunei Mareanivka
     Rusă (62,68%)
     Ucraineană (19,39%)
     Tătară crimeeană (14,94%)
     Alte limbi (1,04%)
Conform recensământului din 2001, majoritatea populației comunei Mareanivka era vorbitoare de rusă (62,68%), existând în minoritate și vorbitori de ucraineană (19,39%) și tătară crimeeană (14,94%).